# Pascal Frederiks
Pascal Frederiks (2 juli 1974) is een voormalig voetballer van FC Zwolle.

## Statistieken
| Seizoen   | Club      | Land      | Competitie     | Wed. | Goals |
| --------- | --------- | --------- | -------------- | ---- | ----- |
| 1992/93   | FC Zwolle | Nederland | Eerste divisie | 4    | 1     |
| 1993/94   | FC Zwolle | Nederland | Eerste divisie | 1    | 0     |
| 1994/1995 | FC Zwolle | Nederland | Eerste divisie | 7    | 0     |
| 1995/1996 | FC Zwolle | Nederland | Eerste divisie | 22   | 0     |
| Totaal    | Totaal    | Totaal    | Totaal         | 34   | 1     |